# Саранда (округ)

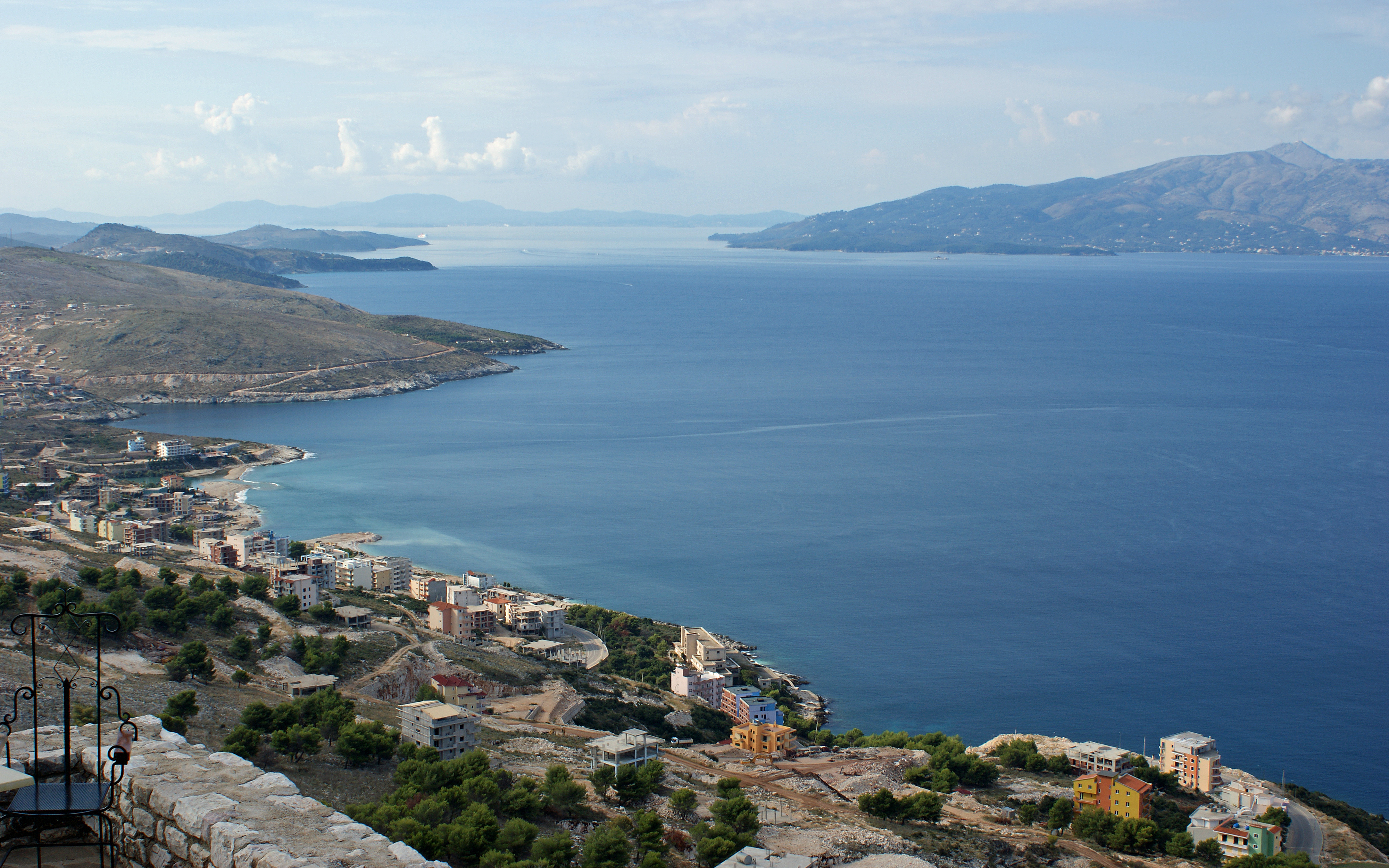
Вид на Корфу

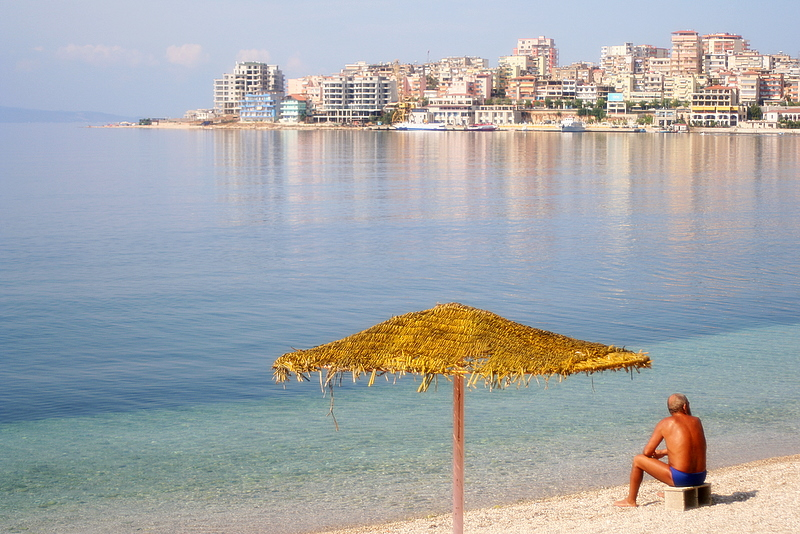
Пляжи Саранды

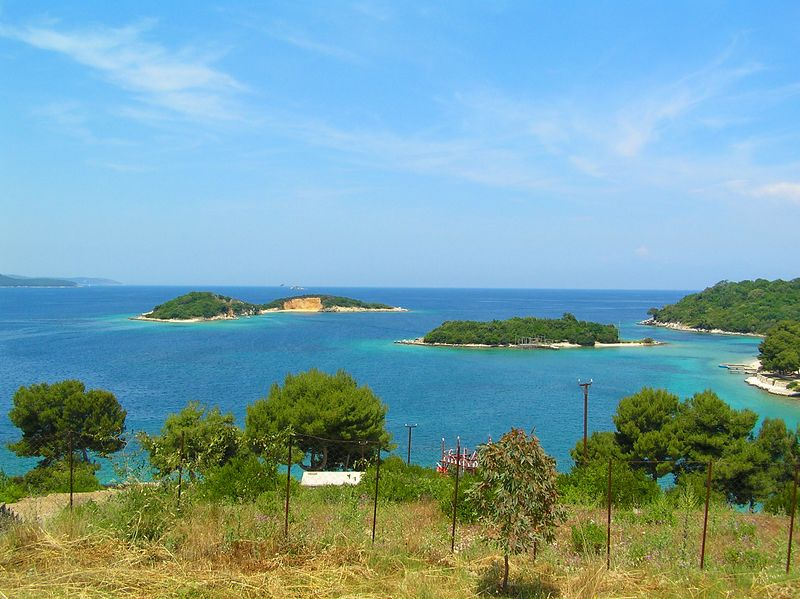
Острова близ Ксамиля

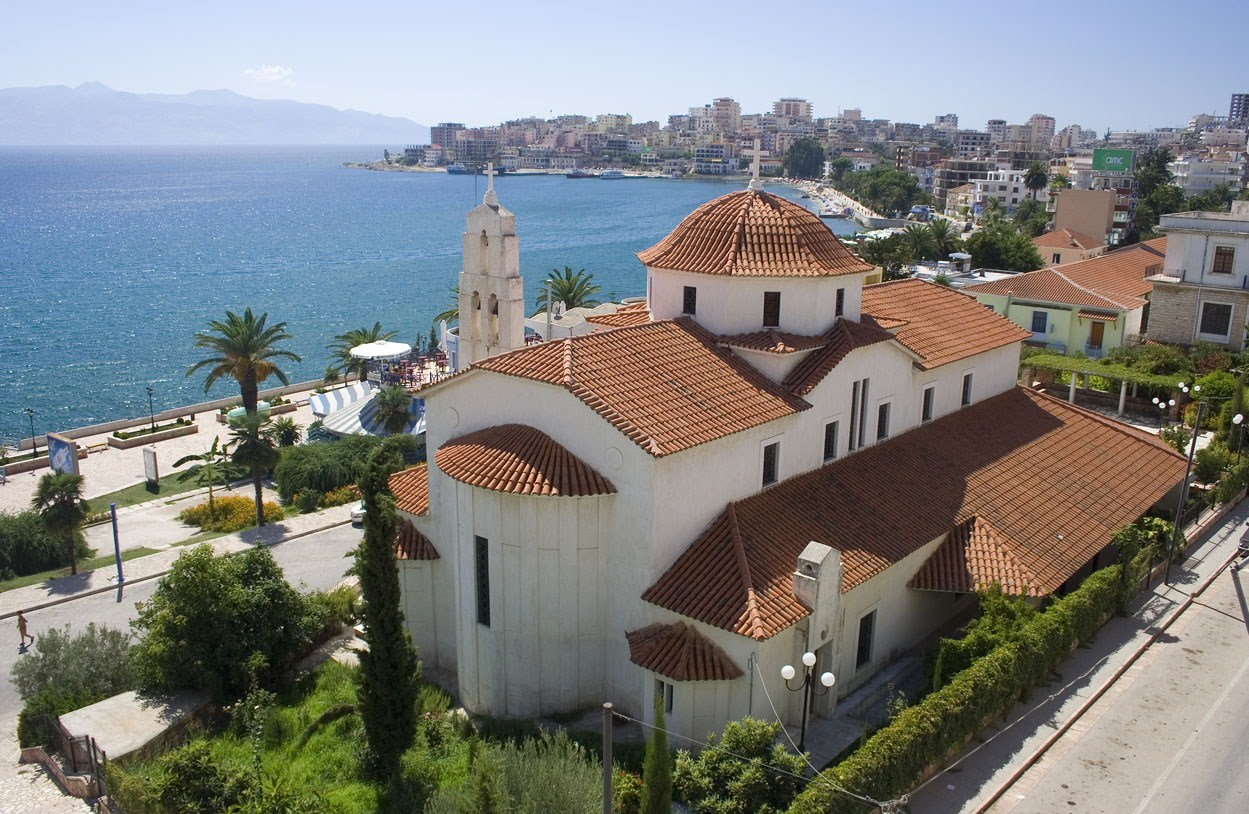
Православная церковь Святого Николая в Саранде

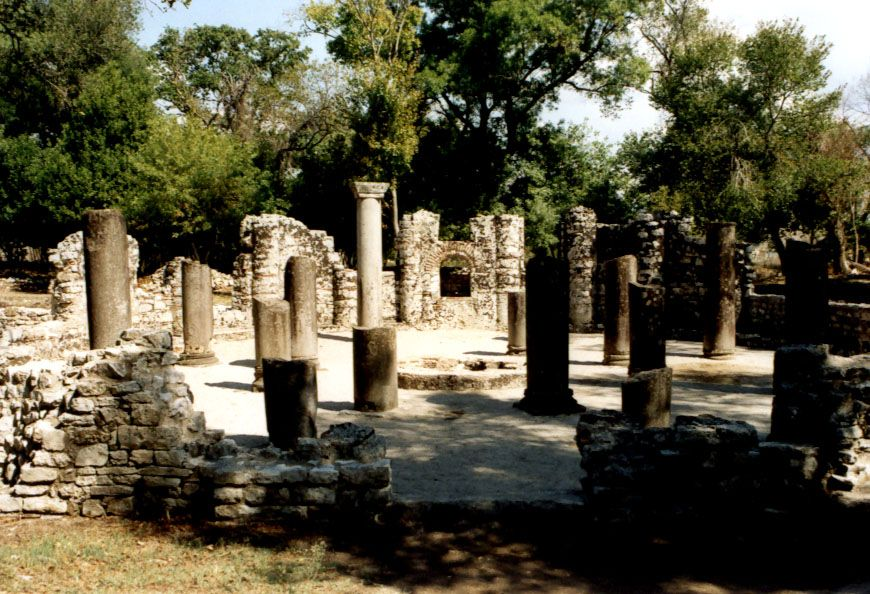
Руины Бутронума

Саранда (алб. Rrethi i Sarandës, греч.  Αγιοι Σαράντα/Агии Саранта) — один из 36 округов Албании.
Округ занимает территорию 730 км² и относится к области Влёра. Административный центр — город Саранда.
Округ расположен в самой южной части Албании. Половина населения греческого, либо аромунийского происхождения. Из 64 деревень округа 35 населены греками. Треть населения исповедует православие, четверть населения — мусульмане, остальные преимущественно нерелигиозны.

## Географическое положение
Округ расположен на побережье Ионического моря. Напротив побережья находится греческий остров Корфу, отделённый от Албании в самом узком месте всего лишь двумя километрами. Географически округ можно разделить на три части:
В северной части округа расположена южная часть Албанской Ривьеры, включающая в себя деревни Borsh, Piqeras, Lukova, Shën Vasil (ранее Përparim), а также лежащие к северу от Borsh горные деревушки Fterra и Çorraj. Побережье состоит из обрывистых скал, только около Borsh впадающий в море ручей образует небольшую равнину. Горная цепь достигает близ Lukova максимальной высоты 953 метра. К северу от Borsh, чуть дальше от моря, тянется ещё одна горная цепь Maja e Golishit с максимальной высотой 1428 метра.
Южнее, за небольшим необитаемым полуостровом расположен город Саранда и к юго-востоку — равнина Vurgo-Ebene. Город отделен от плодородной равнины на востоке грядой невысоких холмов, тянущейся на юг до деревни Бутринти. Южнее равнины находится солёное Бутринтское озеро, соединяющееся на южном берегу с морем через Виварский канал. По равнине Вурго протекает речка Бистрица, изначально впадавшая в Бутринтское озеро, но после Второй мировой войны река была отведена прямо в море к северу от озера. Целью данного мероприятия было осушение находящихся здесь болот и превращение их в сельскохозяйственные угодья.
В окрестностях Бутринти по обе стороны канала расположен Национальный парк Бутринт.
Третий район округа включает в себя южную оконечность Албании с городом Конисполь. Горы достигают здесь высоты 1759 м на Maja e Sfugarës, это самая высокая точка округа.
Климат во всём округе очень сухой. 300 дней в году светит солнце. Благодаря горным речкам и источникам территория побережья занята под сельскохозяйственные угодья. Заложенные в советские времена оливковые и апельсиновые рощи сегодня используются не так интенсивно, так как системы орошения разрушены, а земля отдана частным собственникам. К югу от Саранды и особенно в окрестностях Ксамиля эти рощи были вырублены под строительство отелей и пансионатов в конце 90-х годов. Строительство велось хаотично, без единого плана застройки, поэтому местность выглядит уныло.

## История
Окрестности Саранды населены с древних времён. Кониспольские пещеры (памятник каменного века), руины античных городов Phoinike в соседнем округе Дельвина и Бутринти, включенный в список Всемирного наследия ЮНЕСКО являются самыми значимыми примерами долгой истории региона. В окрестностях Borsh и Butrint также сохранились остатки средневековых укреплений. С начала XV века по 1912 год регион входил в Османскую империю и управлялся городом Дельвина (административным центром санджака). Мусульманизация населения проходила здесь не так интенсивно, как в других частях Албании, поэтому население до сих пор исповедует православие.
В конце XVIII-начале XIX века округ входил во владения могущественного Али-Паши Тепеленского. Этот правитель пытался стимулировать торговлю с Италией, которая с XVI века пришла в упадок, но до конца XIX века экономическая ситуация в регионе не изменилась.
Во время Первой Балканской войны округ был оккупирован греческими войсками. Греческое правительство хотело присоединить эту территорию к Греции, мотивируя это решение наличием многочисленного греческого населения. Однако под давлением европейских держав войска вынуждены были уйти. В 1914 году регион был присоединён к Албании. С 1916 по начало 1919 года Саранда находилась в итальянской оккупации.
Большинство школ в округе до конца 20-х годов были церковными. Преподавание велось на греческом языке. При короле Ахмете Зогу они были переданы государству.
Первым археологом, посетившим Саранду, был итальянский учёный Луиджи Уголини. Он обнаружил здесь остатки античных городов Бутротон и Onchesmos. Хотя точное местоположение этих городов было давно известно, но их историческое значение было утеряно.
После аннексии Албании фашистской Италией в 1939 году регион в 1940 году стал зоной военных действий. Здесь формировались войска для нападения на Грецию. После успешного отражения нападения греками сюда вновь вошли греческие войска и оставались в округе с декабря 1940 по апрель 1941 года. Затем территория вновь была занята итальянцами, которых в 1943 году сменили немецкие фашистские войска. В 1944 году округ был освобождён албанскими партизанами.
В 1960 годах социалистическая Албания начала экономическое преобразование региона. Большое внимание уделялось, прежде всего, сельскому хозяйству: мелиорации земель, выращиванию цитрусовых и оливок. Округа Саранда и Дельвина были объединены в один с административным центром в Дельвине до 1993 года.
В настоящее время стремительно развивается туризм.

## Экономика и промышленность
С начала XXI века преобладающее отраслью экономики стал туризм. Саранда стала одним из туристических центров Албании, посещаемым не только албанцами, но и иностранцами, в том числе из России. Привлекательным здесь является прежде всего возможность посетить греческий остров Корфу. Тем не менее, значительная часть побережья ещё не отстроена, уступая более северной Химаре в округе Влёра. Туризм стимулирует, прежде всего, развитие строительства, но оно ведется непланомерно. Большинство отелей достраивает по этажу из года в год, что придает местности вид постоянной стройки.
За пределами Саранды население живёт исключительно[уточнить] за счёт сельского хозяйства. Взрослое население уезжает на заработки в развитые европейские страны.

## Транспорт
Расположенный на крайнем юге страны, покрытый горами округ имеет плохое транспортное сообщение с другими городами Албании. Поездка на автобусе в Тирану занимает около восьми часов, во Влёру — полдня. Дорога на север через горный перевал Ллогара изобилует горными серпантинами, некоторые участки дороги недостроены (2009 год). Большая часть движения на север осуществляется через 572-метровый перевал Музина (Qafa e Muzinës) близ города Дельвина. Этот маршрут соединяет округ Саранда с долиной реки Дрин и городом Гирокастра. Дорога через долину Дрина является также самым быстрым путём в Грецию. Дорога к пограничному переходу в Конисполе также недостроена, а в Бутринте нужно переезжать на другую сторону Виварского канала на пароме.
На Корфу каждый день отправляются паромы. Летом на скоростных катерах можно добраться до Химары и Влёры.

## Административное деление
На территории округа расположены два города: Саранда и Конисполь и 8 общин: Aliko, Fterra, Dhivër, Ksamil, Livadhja, Lukova, Markat, Xarra.